# Amphidon
Amphidon — вимерлий рід ссавців пізнього юрського періоду з формації Моррісон. Єдиним видом в роду є Amphidon aequicrurius, знайдений Сімпсоном у 1925 році